# Botanophila caligotypa
Botanophila caligotypa este o specie de muște din genul Botanophila, familia Anthomyiidae, descrisă de Zheng și Fan în anul 1990.
Este endemică în Qinghai. Conform Catalogue of Life specia Botanophila caligotypa nu are subspecii cunoscute.